# Bashaw
Bashaw är en ort i Kanada.   Den ligger i provinsen Alberta, i den centrala delen av landet, 2 800 km väster om huvudstaden Ottawa. Bashaw ligger 793 meter över havet och antalet invånare är 873. Den ligger vid sjön Valley Lake.
Terrängen runt Bashaw är platt. Runt Bashaw är det mycket glesbefolkat, med 4 invånare per kvadratkilometer.. 
Trakten runt Bashaw består till största delen av jordbruksmark.